# Ficinia paradoxa
Ficinia paradoxa là loài thực vật có hoa trong họ Cói. Loài này được (Schrad.) Nees mô tả khoa học đầu tiên năm 1836.